# 2012 en boxe anglaise
| Années de la boxe anglaise : 2009 - 2010 - 2011 - 2012 - 2013 - 2014 - 2015    |
| Décennies de la boxe anglaise : 1980 - 1990 - 2000 - 2010 - 2020 - 2030 - 2040 |

Résumé de l'année 2012 en boxe anglaise.

## Boxe professionnelle

### Janvier
- 14/01/12 : Robert Stieglitz (41-2, 23 KO), champion WBO poids super-moyens, bat aux points Henry Weber (15-1-1, 3 KO).
- 20/01/12 : Rico Ramos (20-1, 11 KO), champion WBA poids super-coqs, perd son titre par KO à la 6e reprise contre le cubain Guillermo Rigondeaux (9-0, 7 KO).
- 21/01/12 : Miguel Vázquez (30-3, 13 KO), champion IBF poids légers, bat aux points Ameth Diaz (30-11, 21 KO).

### Février
- 04/02/12 : Julio Cesar Chavez Jr (45-0-1, 31 KO), champion WBC poids moyens, bat aux points Marco Antonio Rubio (53-6-1, 46 KO).
- 04/02/12 : Nonito Donaire (28-1, 18 KO) bat aux points Wilfredo Vázquez Jr. (21-2-1, 18 KO) pour le titre vacant de champion WBO poids super-coqs.
- 04/02/12 : Yoan Pablo Hernández (26-1, 13 KO), champion IBF poids lourds-légers, conserve son titre aux points face à Steve Cunningham (24-4, 12 KO).
- 11/02/12 : Rodrigo Guerrero (16-4-1,10 KO), champion IBF poids super-mouches perd son titre aux points contre Juan Carlos Sánchez Jr (13-1-1, 7 KO).
- 18/02/12 : Vitali Klitschko (46-2, 40 KO), champion WBC poids lourds, bat aux points Dereck Chisora (15-3, 9 KO).
- 18/02/12 : Tavoris Cloud (24-0, 19 KO), champion IBF poids mi-lourds, conserve son titre aux points face à Gabriel Campillo (21-4-1, 8 KO).
- 25/02/12 : Marcos Rene Maidana (31-3, 28 KO) s'incline aux points face à Devon Alexander (23-1, 13 KO).
- 25/02/12 : Adrien Broner (23-0, 19 KO), champion WBO poids super-plumes, stoppe au 4e round  Eloy Perez (23-1-2, 7 KO).
- 25/02/12 : Alexander Povetkin (24-0, 16 KO) bat aux points Marco Huck (34-2, 25 KO).
- 25/02/12 : Nathan Cleverly (24-0, 12 KO), champion WBO poids mi-lourds, conserve son titre aux points contre Tommy Karpency (21-3-1, 14 KO).

### Mars
- 02/03/12 : Pongsaklek Wonjongkam (83-4-2, 44 KO), champion WBC poids mouches, s'incline par arrêt de l'arbitre au 6e round contre Sonny Boy Jaro (34-10-5, 24 KO).
- 03/03/12 : Wladimir Klitschko (57-3, 50 KO), champion WBA, IBF et WBO poids lourds, stoppe au 4e round Jean-Marc Mormeck (36-5, 22 KO).
- 07/03/12 : Daniel Geale (27-1, 15 KO), champion IBF poids moyens, conserve son titre aux points face à Osumanu Adama (20-3, 15 KO).
- 07/03/12 : Billy Dib (34-1, 21 KO), champion IBF poids plumes, bat par abandon au 6e round Eduardo Escobedo (32-4, 23 KO).
- 10/03/12 : Orlando Salido (38-11-2, 26 KO), champion WBO poids plumes, stoppe au 10e round Juan Manuel Lopez (31-2, 28 KO).
- 17/03/12 : Antonio DeMarco (27-2-1, 20 KO), champion WBC poids légers, bat par KO au 5e round Miguel Roman (37-10, 28 KO).
- 17/03/12 : Román González (31-0, 26 KO), champion WBA poids mi-mouches, bat par KO au 1er round Manuel Jimenez (11-3-1, 5 KO).
- 24/03/12 : Danny Garcia (23-0, 14 KO) devient champion WBC des poids super-légers après sa victoire contre Erik Morales (52-8, 36 KO).
- 24/03/12 : Takalani Ndlovu (33-7, 18 KO), champion IBF poids super-coqs, perd son titre aux points face à son compatriote Jeffrey Mathebula (25-3-2, 14 KO).
- 27/03/12 : Suriyan Sor Rungvisai (20-5-1, 7 KO), champion WBC poids super-mouches, perd sa ceinture aux points contre Yota Sato (24-2-1, 12 KO).
- 30/03/12 : Nkosinathi Joyi (21-4-1, 7 KO), champion IBF poids pailles, bat aux points Katsunari Takayama (24-5, 10 KO).

### Avril
- 04/04/12 : Tepparith Singwancha (20-2, 13 KO), champion WBA poids super-mouches, stoppe au 9e round Tomonobu Shimizu (19-4-1, 9 KO).
- 06/04/12 : Takahiro Ao (23-2-1, 10 KO), champion WBC poids super-plumes, bat aux points Terdsak Kokietgym (46-4-1, 31 KO).
- 06/04/12 : Shinsuke Yamanaka (16-0-2, 11 KO), champion WBC poids coqs, conserve son titre aux points face à Vic Darchinyan (37-5-1, 27 KO).
- 13/04/12 : Felix Sturm (37-2-2, 16 KO), champion WBA poids moyens, bat au 9e round Sebastian Zbik (30-2, 10 KO).
- 21/04/12 : Omar Andres Narvaez (36-1-2, 19 KO), champion WBO poids super-mouches, domine aux points Jose Cabrera (20-3-2, 8 KO).
- 21/04/12 : Abner Mares (24-0-1, 13 KO) bat aux points Eric Morel (46-3, 23 KO) et s'empare du titre vacant de champion WBC poids super-coqs.
- 21/04/12 : Anselmo Moreno (33-1-1, 12 KO), champion WBA poids coqs, stoppe au 9e round David De La Mora (24-2, 17 KO).
- 28/04/12 : Jhonny González (52-7, 45 KO), champion WBC poids plumes, domine aux points Elio Rojas (23-2, 14 KO).
- 28/04/12 : Juan Carlos Salgado (25-1-1, 16 KO), champion IBF poids super-plumes, conserve son titre aux points face à Martin Honorio (32-7-1, 16 KO).
- 28/04/12 : Román González (32-0, 27 KO), champion WBA poids mi-mouches, stoppe au 4e round Ramon Garcia Hirales (16-4-1, 9 KO).
- 28/04/12 : Bernard Hopkins (52-6-2, 32 KO), champion WBC poids mi-lourds, perd sa ceinture aux points face à Chad Dawson (31-1, 17 KO).
- 29/04/12 : Vyacheslav Senchenko (32-1, 21 KO), champion WBA poids welters, perd son titre au 9e round contre Paul Malignaggi (31-4, 7 KO).

### Mai
- 01/05/12 : Dmitry Pirog (20-0, 15 KO), champion WBO poids moyens, bat aux points Nobuhiro Ishida (24-8-2, 9 KO).
- 03/05/12 : Kompayak Porpramook (45-3, 30 KO), champion WBC poids mi-mouches, domine aux points Jonathan Taconing (13-2-1, 10 KO).
- 05/05/12 : Miguel Cotto (37-3, 30 KO), champion WBA poids super-welters, perd son titre aux points face à Floyd Mayweather Jr. (43-0, 26 KO).
- 05/05/12 : Robert Stieglitz (42-2, 23 KO), champion WBO poids super-moyens, bat aux points Nader Hamdan (43-10-1, 18 KO).
- 05/05/12 : Saúl Álvarez (40-0-1, 29 KO), champion WBC poids super-welters, domine aux points Shane Mosley (46-8-1, 39 KO).
- 05/05/12 : Marco Huck (34-2-1, 25 KO), champion WBO poids lourds-légers, conserve sa ceinture en faisant match nul contre Ola Afolabi (19-2-4, 9 KO).
- 05/05/12 : Chris John (47-0-2, 22 KO), champion WBA poids plumes, bat aux points Shoji Kimura (24-5-2, 9 KO).
- 12/05/12 : Zaurbek Baysangurov (27-1, 20 KO) bat aux points Michel Soro (18-0, 11 KO) pour le titre de champion WBO poids super-welters,.
- 12/05/12 : Brian Viloria (31-3, 18 KO), champion WBO poids mouches, stoppe au 9e round Omar Nino Romero (31-5-2, 13 KO).
- 19/05/12 : Juan Carlos Sánchez Jr (14-1-1, 7 KO), champion IBF poids super-mouches, bat aux points Juan Alberto Rosas (36-7, 27 KO).
- 26/05/12 : Lucian Bute (30-1, 24 KO), champion IBF poids super-moyens, perd par arrêt de l'arbitre au 5e round contre Carl Froch (29-2, 21 KO).

### Juin
- 02/06/12 : Donnie Nietes (30-1-3, 16 KO), champion WBO poids mi-mouches, bat aux points Felipe Salguero (16-3-1, 11 KO).
- 02/06/12 : Moisés Fuentes (15-1, 7 KO), champion WBO poids pailles, conserve son titre par KO au 1er round contre Julio Cesar Felix (17-4, 7 KO).
- 02/06/12 : Beibut Shumenov (13-0, 8 KO), champion WBA poids mi-lourds, bat aux points Enrique Ornelas (33-8, 21 KO).
- 02/06/12 : Leo Santa Cruz (20-0-1, 11 KO) s'empare du titre vacant de champion IBF poids coqs après sa victoire aux points contre Vusi Malinga (20-4-1, 12 KO).
- 09/06/12 : Manny Pacquiao (54-4-2, 38 KO), champion WBO poids welters, "perd" aux points contre Timothy Bradley (29-0, 12 KO).
- 09/06/12 : Randall Bailey (43-7, 37 KO) remporte le titre vacant de champion IBF poids welters en battant par KO au 11e round Mike Jones.
- 09/06/12 : Guillermo Rigondeaux (10-0, 8 KO), champion WBA poids super-coqs, stoppe au 5e round Teon Kennedy (17-2-2, 7 KO).
- 16/06/12 : Julio Cesar Chavez Jr (46-0-1, 32 KO), champion WBC poids moyens, s'impose au 7e round contre Andy Lee (28-2, 20 KO).
- 20/06/12 : Kazuto Ioka (10-0, 6 KO), champion WBC poids pailles, bat aux points Akira Yaegashi (15-3, 8 KO), champion WBA.
- 30/06/12 : Cornelius Bundrage (32-4, 19 KO), champion IBF poids super-welters, stoppe au 7e round Cory Spinks (39-7, 11 KO).

### Juillet
- 07/07/12 : Wladimir Klitschko (58-3, 51 KO), champion WBA, IBF et WBO poids lourds, stoppe au 6e round Tony Thompson (36-3, 24 KO).
- 07/07/12 : Nonito Donaire (29-1, 18 KO), champion WBO poids super-coqs, bat aux points Jeffrey Mathebula (26-4-2, 14 KO), champion IBF.
- 08/07/12 : Yota Sato (25-2-1, 12 KO), champion WBC poids super-mouches, domine aux points Sylvester Lopez (19-4-1, 15 KO).
- 14/07/12 : Danny García (24-0, 15 KO), champion WBC poids super-légers, bat par arrêt de l’arrêt au 4e round Amir Khan (26-3, 18 KO), champion WBA.
- 14/07/12 : David Haye (26-2, 24 KO) bat au 5e round Dereck Chisora (15-4, 9 KO).
- 16/07/12 : Sonny Boy Jaro (34-11-5, 24 KO), champion WBC poids mouches, perd aux points contre Toshiyuki Igarashi (16-1-1, 10 KO).
- 16/07/12 : Takashi Uchiyama (18-0-1, 15 KO), champion WBA poids super-plumes, fait match nul face à Michael Farenas (34-3-4, 26 KO).

### Août
- 04/08/12 : John Riel Casimero (17-2, 10 KO) remporte le titre vacant de champion IBF poids mi-mouches aux dépens de Pedro Guevara (18-1-1, 13 KO).
- 18/08/12 : Juan Carlos Salgado (26-1-1, 16 KO), champion IBF poids super-plumes, bat aux points Jonathan Victor Barros (34-3-1, 18 KO).
- 25/08/12 : Robert Stieglitz (42-3, 23 KO), champion WBO poids super-moyens, perd aux points contre Arthur Abraham (35-3, 27 KO).

### Septembre
- 01/09/12 : Nkosinathi Joyi (22-1, 15 KO), champion IBF poids pailles, cède sa ceinture par KO au 7e round face à Mario Rodriguez (15-6-4, 11 KO).
- 01/09/12 : Moruti Mthalane (29-2, 20 KO), champion IBF poids mouches, stoppe au 8e round Ricardo Nunez (24-3, 20 KO).
- 01/09/12 : Felix Sturm (37-3-2, 16 KO), champion WBA poids moyens, perd aux points contre Daniel Geale (28-1, 15 KO), champion IBF.
- 01/09/12 : Tepparith Kokietgym (21-2, 13 KO), champion WBA poids super-mouches, bat aux points Nobuo Nashiro (18-5-1, 12 KO).
- 08/09/12 : Andre Ward (26-0, 14 KO), champion WBA & WBC poids super-moyens, stoppe au 10e round Chad Dawson (31-2, 17 KO).
- 08/09/12 : Antonio DeMarco (28-2-1, 21 KO), champion WBC poids légers, bat au 1er round John Molina (24-2, 19 KO).
- 08/09/12 : Vitali Klitschko (45-2, 41 KO), champion WBC poids lourds, bat par arrêt de l'arbitre au 4e round sur blessure Manuel Charr (21-1, 11 KO).
- 15/09/12 : Guillermo Rigondeaux (11-0, 8 KO), champion WBA poids super-coqs, domine aux points Robert Marroquin (22-2, 15 KO).
- 15/09/12 : Saúl Álvarez (41-0-1, 30 KO), champion WBC poids super-welters, stoppe au 5e round Josesito Lopez (30-5, 18 KO).
- 15/09/12 : Julio César Chávez Jr (46-1-1, 32 KO), champion WBC poids moyens, perd aux points sa ceinture face à Sergio Gabriel Martínez (50-2-2, 28 KO).
- 15/09/12 : Leo Santa Cruz (21-0-1, 12 KO), champion IBF poids coqs, bat par abandon au 5e round Eric Morel (46-4, 23 KO).
- 15/09/12 : Jhonny González (52-8, 45 KO), champion WBC poids plumes, s'incline aux points contre Daniel Ponce de León (44-4, 35 KO).
- 15/09/12 : Roman Martinez (26-1-1, 16 KO) bat aux points Miguel Beltran Jr. (27-2, 17 KO) pour le titre vacant de champion WBO poids super-plumes.
- 15/09/12 : Yoan Pablo Hernández (27-1, 13 KO), champion IBF poids lourds-légers, bat aux points Troy Ross (25-3, 16 KO).
- 22/09/12 : Juan Carlos Sanchez Jr (15-1-1, 8 KO), champion IBF poids super-mouches, stoppe au 9e round Rodel Mayol (31-6-2, 22 KO).
- 22/09/12 : Krzysztof Wlodarczyk (47-2-1, 33 KO), champion WBC poids lourds-légers, bat aux points Francisco Palacios (21-2, 11 KO).
- 22/09/12 : Ricky Burns (35-2, 10 KO), champion WBO poids légers, bat par arrêt de l'arbitre à la 4e reprise Kevin Mitchell (33-3, 24 KO).

### Octobre
- 06/10/12 : Kompayak Porpramook (46-4, 31 KO), champion WBC poids mi-mouches, s'incline au 6e round contre Adrian Hernandez (22-2-1, 16 KO).
- 06/10/12 : Moises Fuentes (16-1, 8 KO), champion WBO poids pailles stoppe à la 5e reprise Iván Calderón (35-3-1, 6 KO).
- 06/10/12 : Zaurbek Baysangurov (28-1, 20 KO), champion WBO poids super-welters, bat aux points Lukas Konecny (48-4, 23 KO).
- 13/10/12 : Nonito Donaire (30-1, 19 KO), champion IBF & WBO poids super-coqs, bat au 9e round Toshiaki Nishioka (39-5-3, 24 KO).
- 20/10/12 : Omar Andrés Narváez (37-1-2, 20 KO), champion WBO poids super-mouches, stoppe à la 8e reprise Johnny Garcia (16-4-1, 8 KO).
- 20/10/12 : Danny García (25-0, 16 KO), champion WBA & WBC poids super-légers, bat par KO au 4e round Erik Morales (52-9, 36 KO).
- 20/10/12 : Paul Malignaggi (32-4, 7 KO), champion WBA poids welters, bat aux points Pablo Cesar Cano (25-2-1, 19 KO).
- 20/10/12 : Hassan N'Dam N'Jikam (27-1, 17 KO), champion WBO poids moyens, perd aux points contre Peter Quillin (28-0, 20 KO).
- 20/10/12 : Randall Bailey (43-8, 37 KO), champion IBF poids welters, s'incline aux points contre Devon Alexander (24-1, 13 KO).
- 20/10/12 : Pungluang Sor Singyu (43-1, 28 KO) bat au 9e round AJ Banal (28-2-1, 20 KO) pour le titre vacant de champion WBO poids coqs.
- 27/10/12 : Miguel Vázquez (32-3, 13 KO), champion IBF poids légers, bat aux points Marvin Quintero (25-4, 21 KO).
- 27/10/12 : Takahiro Ao (23-3-1, 10 KO), champion WBC poids super-plumes, s'incline aux points contre Gamaliel Diaz (37-9-2, 17 KO).

### Novembre
- 03/11/12 : Marco Huck (35-2-1, 25 KO), champion WBO poids lourds-légers, bat aux points Firat Arslan (32-6-2, 21 KO).
- 03/11/12 : Shinsuke Yamanaka (17-0-2, 12 KO), champion WBC poids coqs, met KO au 7e round Tomas Rojas (39-14-1, 16 KO).
- 03/11/12 : Toshiyuki Igarashi (17-1-1, 10 KO), champion WBC poids mouches, bat aux points Nestor Daniel Narvaes (19-1-2, 9 KO).
- 09/11/12 : Chris John (48-0-2, 22 KO), champion WBA poids plumes, l'emporte aux points contre Chonlatarn Piriyapinyo (44-1, 27 KO).
- 10/11/12 : Abner Mares (25-0-1, 13 KO), champion WBC poids super-coqs, bat aux points Anselmo Moreno (33-2-1, 12 KO).
- 10/11/12 : Leo Santa Cruz (22-0-1, 13 KO), champion IBF poids coqs, stoppe au 9e round Victor Zaleta (20-3-1, 10 KO).
- 10/11/12 : Wladimir Klitschko (59-3, 50 KO), champion WBA, IBF et WBO poids lourds, bat aux points Mariusz Wach (27-1, 15 KO).
- 17/11/12 : Carl Froch (30-2, 22 KO), champion IBF poids super-moyens, bat par KO au 3e round Yusaf Mack (31-5-2, 17 KO).
- 17/11/12 : Antonio DeMarco (28-3-1, 21 KO), champion WBC poids légers, perd par arrêt de l'arbitre au 8e round contre Adrien Broner (25-0, 21 KO).
- 17/11/12 : Brian Viloria (32-3, 19 KO), champion WBO poids mouches, stoppe au 10e round Hernan Marquez (34-3, 25 KO), champion WBA.
- 17/11/12 : Román González (34-0, 28 KO), champion WBA poids mi-mouches, bat aux points Juan Francisco Estrada (21-2, 18 KO).
- 24/11/12 : Xiong Zhao Zhong (20-4-1, 11 KO) remporte aux points le titre vacant de champion WBC poids pailles contre Javier Martinez Resendiz (13-4-2, 6 KO).

### Décembre
- 08/12/12 : Manny Pacquiao (54-5-2, 38 KO) perd par KO au 6e round contre Juan Manuel Marquez (55-6-1, 40 KO) à l'occasion de leur 4e combat.
- 08/12/12 : Miguel Vázquez (33-3, 13 KO), champion IBF poids légers, s'impose aux points face à Mercito Gesta (26-1-1, 14 KO).
- 15/12/12 : Nonito Donaire (31-1, 20 KO), champion WBO poids super-coqs, bat par KO au 3e round Jorge Arce (61-7-2, 46 KO).
- 15/12/12 : Leo Santa Cruz (23-0-1, 13 KO), champion IBF poids coqs, domine aux points Alberto Guevara (16-1, 6 KO).
- 15/12/12 : Omar Andres Narvaez (38-1-2, 20 KO), champion WBO poids super-mouches, bat aux points David Quijano (15-3-1, 9 KO).
- 15/12/12 : Arthur Abraham (36-3, 27 KO), champion WBO poids super-moyens bat à la 8e reprise Mehdi Bouadla (26-5, 11 KO).
- 17/12/12 : Denis Lebedev (25-1, 19 KO), champion WBA poids lourds-légers, bat par KO au 4e round Santander Silgado (23-1, 18 KO).
- 31/12/12 : Ryo Miyazaki (18-0-3, 10 KO) remporte le titre vacant de champion WBA poids pailles aux points face à Pornsawan Porpramook (27-5-1, 17 KO).
- 31/12/12 : Tepparith Kokietgym (21-3, 13 KO), champion WBA poids super-mouches, est battu par KO au 4e round par Kohei Kono (28-7, 11 KO).
- 31/12/12 : Yota Sato (26-2-1, 12 KO), champion WBC poids super-mouches, s'impose aux points contre Ryo Akaho (19-1-2, 12 KO).
- 31/12/12 : Takashi Uchiyama (19-0-1, 16 KO), champion WBA poids super-plumes, bat par arrêt de l'arbitre au 8e round Bryan Vasquez (29-1, 15 KO).

## Boxe amateur
- Du 28 juillet au 12 août : compétitions de boxe aux Jeux olympiques de Londres.

## Principaux décès
- 10 janvier : Takao Sakurai, boxeur japonais champion olympique des poids coqs en 1964, 71 ans[1].
- 3 mars : Dave Charnley, boxeur anglais champion d'Europe des poids légers EBU (1960), 77 ans[2].
- 10 mars : Julio César González, boxeur mexicain champion du monde des poids mi-lourds WBO (2003), 36 ans[3].
- 10 mai : Eddie Perkins, boxeur américain champion du monde des poids super-légers WBA (1962, 1963) et WBC (1963), 75 ans.
- 12 juin : Teófilo Stevenson, boxeur cubain champion olympique des poids lourds en 1972, 1976 et 1980, 60 ans[4].
- 22 septembre : Corrie Sanders, boxeur sud-africain champion du monde des poids lourds WBO (2003), 46 ans[5].
- 24 novembre : Héctor Camacho, boxeur portoricain champion du monde des poids super-plumes WBC (1983), légers WBC (1985) et super-légers WBO (1989, 1991), 50 ans[6].

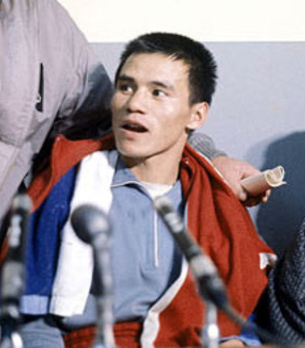
Takao Sakurai en 1964
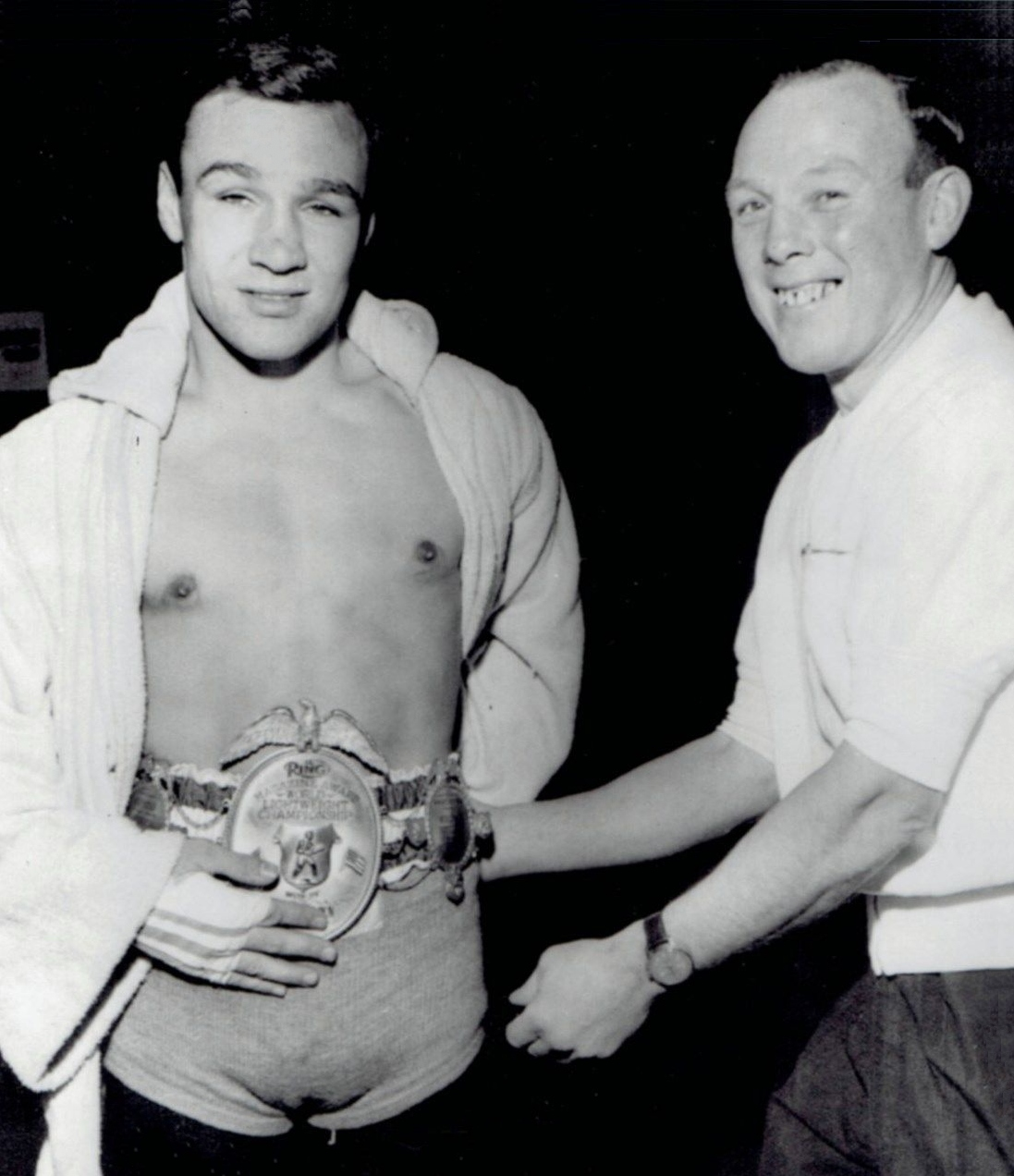
Dave Charnley (à gauche) en 1959
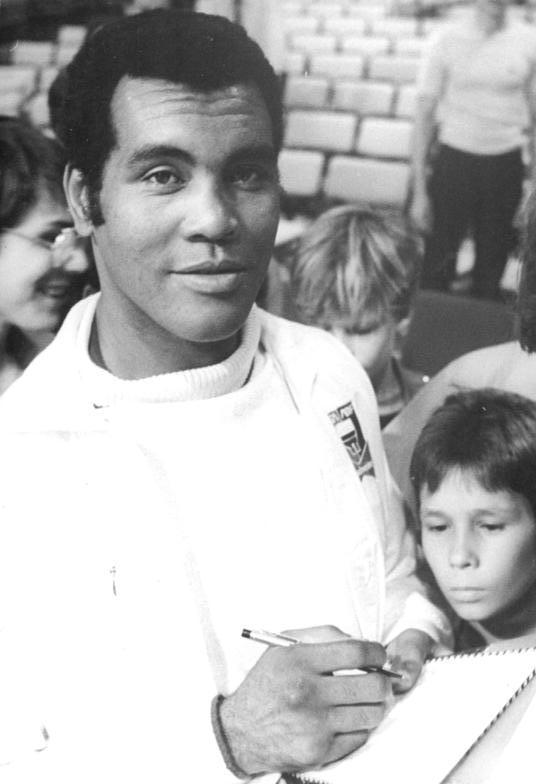
Teofilo Stevenson en 1985
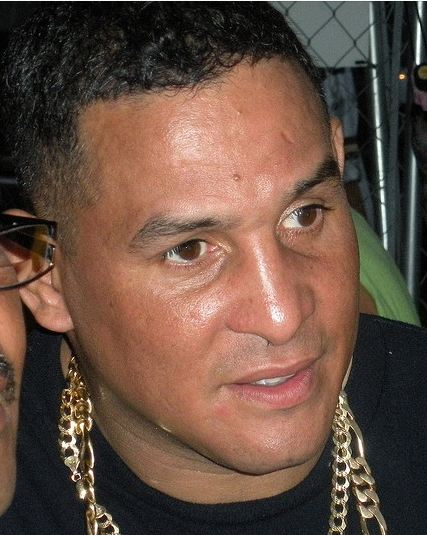
Hector Camacho en 2009